# KDWN
KDWN ist eine US-amerikanische Clear Channel Radiostation aus Las Vegas, Nevada. KDWN gehört der Beasley Broadcast Group, Inc. und sendet ein News-Talk Format.

## Programm
KDWN sendet einen Nachrichten- und Talkradio-Mix. Neben einer lokalen Morgenshow wird eine Sendung von Alan Stock selbst produziert. Die Show von Jerry Doyle wird übernommen.
Der in den Vereinigten Staaten bekannte Latenight Talker Art Bell sendete seine Verschwörungstheorien-Show Coast to Coast AM als erstes auf KDWN.

## Sender
Das Signal des 50-kW-Senders kann im gesamten Westen der Vereinigten Staaten sowie in Teilen Kanadas und Mexikos empfangen werden. Der Sender steht in Henderson außerhalb der Stadt. Das Signal wird hybrid auch in HD-Radio ausgestrahlt.